# Ali Musa Al-Beshari
Ali Musa Al-Beshari (ar. علي البشاري; ur. 1962) – libijski piłkarz grający na pozycji środkowego obrońcy. W swojej karierze grał w reprezentacji Libii.

## Kariera klubowa
Całą swoją karierę piłkarską Al-Beshari spędził w klubie Al-Ahly Benghazi. Zadebiutował w nim w 1979 roku i grał w nim do 1997 roku. Wraz z Al-Ahly wywalczył mistrzostwo Libii w sezonie 1991/1992 oraz zdobył pięć Pucharów Libii w sezonach 1979/1980, 1980/1981, 1987/1988, 1990/1991 i 1995/1996.

## Kariera reprezentacyjna
W reprezentacji Libii Al-Beshari zadebiutował w 1980 roku. W 1982 roku powołano go do kadry na Puchar Narodów Afryki 1982. Zagrał w nim w pięciu meczach: grupowych z Ghaną (2:2), z Tunezją (2:0) i z Kamerunem (0:0), półfinałowym z Zambią (2:1), w którym strzelił dwa gole i finałowym z Ghaną (1:1, k. 6:7), w którym strzelił gola. Z Libią wywalczył wicemistrzostwo Afryki. W kadrze narodowej grał do 1989 roku.